# Chausson d'escalade
Un chausson d'escalade est une chaussure spécialement conçue pour la pratique de l'escalade. Afin de sécuriser la progression en améliorant l'accroche du pied par friction sur un mur artificiel d'escalade ou sur du rocher, le chausson est recouvert sur le dessous, en particulier l'avant, et le devant d'une couche de gomme plus ou moins tendre.
Pour des questions de précision, les chaussons font seulement quelques millimètres d'épaisseur et tiennent le pied de manière très serrée. Dans certaines régions du monde, le terme varappe est souvent utilisé pour désigner les chaussons d'escalade, en référence à la pratique de l'escalade elle-même.

## Histoire
Au début de la pratique de l'escalade, les grimpeurs utilisent les mêmes chaussures que celles dédiées à l'alpinisme. Mais ces dernières ne sont pas toujours adaptées aux besoins de l'escalade qui voit son niveau augmenter avec les années. Au début du XXe siècle, Pierre Allain, qui est un des pionniers de ce sport, laisse de côté ses chaussures cloutées et conçoit une paire de chaussons en fixant une semelle de caoutchouc sur des espadrilles. Leur utilisation lui permet d'augmenter la difficulté de ses ascensions grâce à l’adhérence que lui offre le caoutchouc. Il améliore alors son concept pour créer en 1947, avec l'aide d'Edmond Bourdonneau, la première vraie paire de chaussons d'escalade, surnommés « PA » d'après les initiales de leur créateur.
Au fil des années, la technologie s'améliore sensiblement pour aboutir aux chaussons contemporains, particulièrement performants, dotés d'une semelle tendre avec une gomme spéciale vulcanisée, qui devient flexible alors qu'elle chauffe avec la friction. Ces caractéristiques améliorent grandement la surface de contact entre le chausson et le rocher, fournissant alors une meilleure adhérence pour le grimpeur[réf. souhaitée]. La gomme s'étend jusque sur les côtés du chausson pour une accroche optimale, bien que l'épaisseur y soit plus fine car elle est moins exposée aux contraintes. La gomme étant relativement souple, elle est susceptible d'être déchirée ou trouée par les protubérances ou le caractère abrasif du rocher, et il n'est pas inhabituel de devoir faire appel à un artisan spécialisé pour ressemeler une paire de chaussons ou de réaliser soi-même l'opération à l'aide de kits.

## Types de chausson

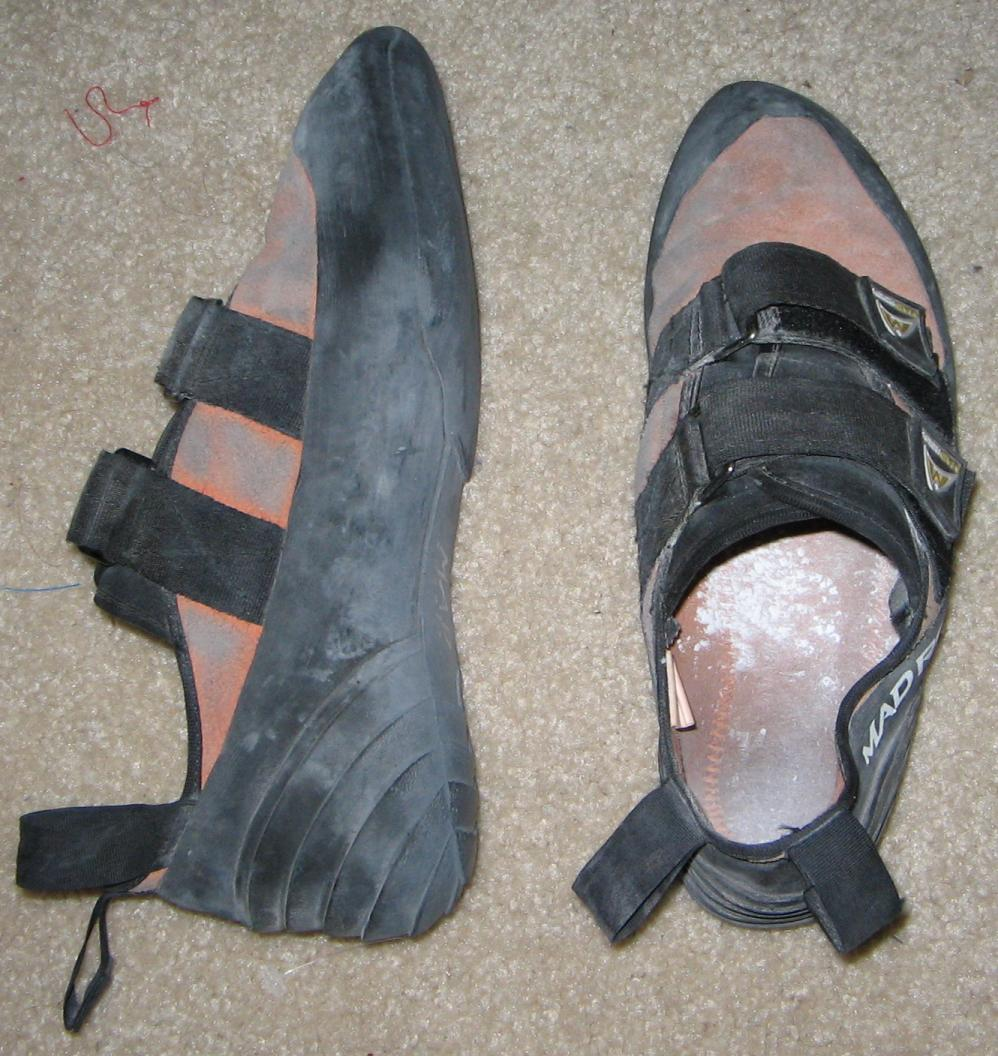
Chaussons d'escalade de type ballerines à velcros légèrement asymétriques.

On distingue trois types de chausson d'escalade : tige haute, basse et ballerines.

### Tige haute
les chaussons à tige haute, qui maintiennent jusqu'à la cheville sont les  premiers type de chaussons d'escalade, rendu populaire en France par Pierre Allain en 1947. Confortables et protecteurs de la malléole, ils ne sont désormais presque plus utilisés en raison de leur manque de précision et ne sont plus commercialisés.

### Tige basse à lacets
les chaussons à tige basse, qui s'arrêtent à la malléole et sont maintenus par des lacets est un type de chausson le plus couramment utilisé pour l'escalade de voie en plusieurs longueurs. Confortables et précis, ils peuvent être gardés aux pieds sans douleurs la journée.

### ballerines
Les ballerines, chaussons à tige basse maintenus par des bandes élastiques ou des velcros sont généralement de chaussons souples et confortables qui sont destinés à être mis et enlevés fréquemment, notamment lors de la pratique d'escalade de bloc ou de difficulté. Leur réglage de maintient peut être moins précis que les chaussons à tige basse à lacets, mais de nombreux modèles de compétition ou très techniques, portés très serrés, entrent dans cette catégorie. Leur possibilité de desserrage rapide permet au grimpeur de soulager ses pieds dès la fin de  sa session.

## Technicité
Certains chaussons techniques ont une forme plus ou moins asymétrique et plus ou moins cambrée afin que les grimpeurs puissent exploiter les bords de la chaussure avec davantage de précision que ceux des chaussons symétriques plats. La morphologie du pied (pied grec ou pied égyptien) conditionne également le choix entre un modèle asymétrique ou symétrique. Les chaussons d'escalade n'étant pas adaptés à la marche, les grimpeurs en extérieur les transportent habituellement jusqu'au pied du site d'escalade.
L’utilisation intensive des chaussons d’escalade pendant de nombreuses années peut entraîner une déformation et une atrophie des orteils[réf. nécessaire].

## Fabricants
De nombreux fabricants de chaussons d'escalade proposent une large gamme de produits en fonction des besoins des grimpeurs, certains allant même jusqu'à faire appel à des grimpeurs professionnels pour les développer.
- Andrea Boldrini
- EB
- Evolv
- Five Ten
- La Sportiva
- Mad Rock
- Mammut
- Millet
- Red Chili
- Scarpa
- Simond
- Tenaya
- Vibram
- Black Diamond
- Ocùn